# Бережанка (притока Берладинки)
Бережанка — річка в Україні, у Крижопільському й Тростянецькому районах Вінницької області, права притока Берладинки (басейн Південного Бугу).

## Опис
Довжина річки 33 км., похил річки — 2,0 м/км. Формується з багатьох безіменних струмків, приток та водойм. Площа басейну 181 км².

## Розташування
Бере початок у селі Тернівка. Тече переважно на північний схід і у селі Ободівка впадає у річку Берладинку, ліву притоку Дохни за 26 км від її гирла.
Населені пункти вздовж берегової смуги: Жабокрич, Цибулівка, Бережанка.

## Притоки
- Річка без назви - права притока. Бере початок у лісовому масиві на північному заході від Іллівки. Тече переважно на північний схід і у с.Жабокрич впадає у Бережанку за 16 км від її гирла. Довжина річки - 9,5 км, площа басейну - 30,8 км².

- Річка без назви - ліва притока. Бере початок на південний захід від с. Заболотне. Тече переважно на південний схід між селами Заболотне та Тернівка і в Жабокричі впадає в Бережанку за 22 км від її гирла. Довжина річки - 836 км, площа басейну - 24,3 км².